# DNMT3A
La DNMT3A (pour « DNA methyl-transferase ») est une enzyme dont le gène est le DNMT3A situé le chromosome 2 humain. Elle catalyse le transfert de groupes méthyle vers des structures CpG spécifiques dans l'ADN, un processus appelé méthylation de l'ADN. Cette enzyme est responsable de la méthylation de novo de l'ADN. Cette fonction doit être distinguée de la méthylation d'entretien de l'ADN qui assure la fidélité de la réplication des modèles épigénétiques hérités alors que la méthylation de novo de l'ADN modifie les informations transmises par le parent à la descendance. Elle permet des modifications épigénétiques essentielles pour des processus tels que la différenciation cellulaire et le développement embryonnaire, la régulation transcriptionnelle, la formation d'hétérochromatine ainsi que la stabilité du génome.

## Gène
La DNMT3A est une protéine de 130 kDa codée par 23 exons présents sur le chromosome 2 chez l'homme. Il existe une homologie de 98 % entre les homologues humains et murinae.
En raison de l'épissage, il existe deux principales isoformes d'ARN chez les rongeurs, Dnmt3a1 et Dnmt3a2. Ces isoformes existent dans différents types de cellules.

## Rôles
Elle intervient dans la différenciation cellulaire, notamment dans l'hématopoïèse. 

## Médecine
Des mutations de son gène sont décrites dans plusieurs leucémies dont la leucémie aiguë myéloblastique, entraînant une importante diminution de la fonction de la protéine DNMT3A.